# HMS Sceptre (P215)
El HMS Sceptre (P215) fue un submarino de la tercera generación de la clase S construido para la Marina Real Británica durante la Segunda Guerra Mundial. Terminado en abril de 1943, pasó la mayor parte de su carrera en el Mar del Norte, frente a Noruega. Después de una patrulla sin incidentes, el submarino participó en la Operación Source, un ataque a los acorazados alemanes en Noruega utilizando pequeños submarinos enanos para penetrar sus fondeaderos y colocar cargas explosivas. Sin embargo, el submarino enano que se le asignó remolcar experimentó dificultades técnicas y la misión fue abortada.
Durante sus siguientes cuatro patrullas, el Sceptre atacó varios barcos, pero solo logró dañar gravemente uno. Luego se le ordenó remolcar el submarino X24, que debía atacar un dique seco flotante en Bergen. La operación, con nombre en código Guidance, encontró dificultades con las ruta del submarino atacante, y los explosivos se colocaron por error en un barco mercante cerca del muelle. El muelle resultó dañado y el barco se hundió, y el X24 fue remolcado de regreso a Inglaterra. El Sceptre realizó entonces una patrulla en el Golfo de Vizcaya, hundiendo dos buques mercantes alemanes, entre ellos el Baldur, antes de ser reasignado para remolcar el X24 a Bergen nuevamente. La operación fue un éxito y el dique seco fue hundido.
Tras una última patrulla en la que hundió un barco, el Sceptre fue sometido a un largo proceso de reacondicionamiento para que sirviera como submarino de entrenamiento de alta velocidad. Cuando terminó la guerra, el submarino continuó con sus operaciones de entrenamiento y fue vendido como chatarra en septiembre de 1949. The submarine was named after the symbol of Royal authority, the Sceptre; she was the fourth ship with this name.